# Comté de Choctaw (Mississippi)
Pour les articles homonymes, voir Comté de Choctaw.
Le comté de Choctaw est un comté situé dans l'État du Mississippi aux États-Unis. Le siège du comté est Ackerman. Selon le recensement de 2020, sa population était de 8 246 habitants. Le comté a été fondé en 1833 et doit son nom à la tribu amérindienne Choctaw.

## Comtés adjacents
- Comté de Webster (nord)
- Comté d'Oktibbeha (est)
- Comté de Winston (sud-est)
- Comté d'Attala (sud-ouest)
- Comté de Montgomery (ouest)